# Kushva
Huyện Kushva (tiếng Nga: Кушва) là một huyện hành chính tự quản (raion), của Tỉnh Sverdlovsk, Nga. Huyện có diện tích 2384 km², dân số thời điểm ngày 1 tháng 1 năm 2000 là 40900 người. Trung tâm của huyện đóng ở Kushva.